# Giselbert van Gronsveld
Giselbert (Gisbert) van Gronsveld, heer van Gronsveld 1103-1135 (ca. 1065 - na 1135). Hij was de zoon van Herman van Gronsveld heer van Gruelsveld en graaf van de Neder-Maasgau.
Uit zijn huwelijk werd geboren:
- Wery van Gronsveld-Houffalize vrouwe van Houffalize en Gronsveld (ca. 1120-). Zij trouwde met Diederik I van Aarlen heer van Houffalize (ca. 1122-). Hij was een zoon van Walram III van Aarlen de zoon van Walram II van Limburg (1085-1139) en Judith (Gerard) (Jutta) van Wassenberg-Gelre (ca. 1085-1151)